# Janric Craig (3e vicomte Craigavon)
Janric Fraser Craig, 3e vicomte Craigavon (né le 9 juin 1944 et mort le 31 mars 2025), est un pair britannique et comptable agréé. Il est l'un des 92 pairs héréditaires élus pour rester à la Chambre des lords après l'adoption de la House of Lords Act 1999. Il siège en tant que crossbencher.

## Biographie
Il est le fils de James Craig 2e vicomte Craigavon, son grand-père, James Craig a été le premier Premier ministre d'Irlande du Nord.
Il fait ses études au Collège d'Eton, Berkshire, et à l'Université de Londres, où il obtient un baccalauréat ès arts et un baccalauréat ès sciences. En 1974, il hérite des titres de son père.
Lord Craigavon est membre du comité exécutif de la société anglo-autrichienne. Il est fait commandeur de l'Ordre du Lion de Finlande en 1998, commandeur de l'Ordre royal suédois de l'étoile polaire l'année suivante et chevalier de l'Ordre danois du Dannebrog en 2006.
Il est un ancien fiduciaire de Progress Educational Trust et est ensuite conseiller du Trust.
A sa mort, le titre de vicomte Craigavon s’éteint.

## Distinctions
- Commandeur de l'ordre royal de l'Étoile polaire (Suède)
- Chevalier de l'ordre de Dannebrog
- Commandeur de l'ordre du Lion de Finlande